# تولازولین
تولازولین (به انگلیسی: Tolazoline)
رده درمانی: کاهنده فشارخون.
اشکال دارویی: آمپول

## موارد مصرف
تولازولین برای درمان فشار خون بالا و تنگی عروق محیطی به خصوص در سندرم رینود و برگر و تنگی عروق ناشی از مصرف LSD به کار برده می‌شود. در درمان هایپرتانسیون عروق ریوی به ویژه در نوزادان نیز کاربرد دارد.

## مکانیسم اثر
این دارو دارای فعالیت متوسط در انسداد گیرنده‌های آلفا ـ آدرنرژیک است و مستقیماً باعث گشاد شدن عضلات صاف عروق محیطی می‌شود. تولازولین معمولاً فشار شریان ریوی و مقاومت عروقی را کاهش می‌دهد.

## عوارض جانبی
شکم درد، آگرانولوسیتوز، افت فشارخون، آریتمی قلبی ،الیگوری، هماچوری، تهوع، اسهال .